# David Cargo
David Francis Cargo (ur. 13 stycznia 1929 w Dowagiac w stanie Michigan, zm. 5 lipca 2013 w Albuquerque w stanie Nowy Meksyk) – amerykański polityk, 22. gubernator Nowego Meksyku.
W chwili wyboru na gubernatora miał 37 lat, co czyni go najmłodszą osobą zajmującą to stanowisko. Dzięki kampanii prowadzonej samodzielnie i bez jakiegokolwiek praktycznego poparcia ze strony partii oraz skupionej na wyizolowanych, wiejskich obszarach stanu, doczekał się pseudonimu "Samotny Dave" (ang. Lonesome Dave).

## Życiorys

### Wczesne życie
Urodził się 13 stycznia 1929 w Dowagiac.
W 1951 uzyskał tytuł Bachelor of Arts na Uniwersytecie Michigan, a w 1953 tytuł Master of Arts na tej samej uczelni. Po ukończeniu studiów odbywał służbę wojskową w latach 1953-1955. Ukończył szkolenie podstawowe w Camp Atterbury w stanie Indiana. Pierwotnie odbywał służbę w jednostce piechoty, która miała zostać wysłana do Korei, jednak śmierć dwóch żołnierzy z tej samej jednostki doprowadziła do przeniesienia go do Stuttgartu, gdzie pozostał do końca okresu zaciągu. W tym czasie Cargo z zapałem śledził politykę europejską, szczególnie Niemiec i Irlandii. Podczas pobytu w Europie poznał między innymi Eamona de Valerę. Uzyskał stopień kaprala. W 1957 zyskał stopień Bachelor of Laws na Uniwersytecie Michigan i przeprowadził się do Nowego Albuquerque. 

### Kariera polityczna
Reprezentował Albuquerque w Izbie Reprezentantów Nowego Meksyku od 1963 do 1967, kiedy to objął urząd gubernatora.
Był zwycięzcą wyborów w 1966, pokonując nieznacznie Demokratę Gene'a Luska. Startując ponownie w 1968, uzyskał reelekcję. W ciągu dwóch dwuletnich kadencji stworzył pierwszą w kraju państwową komisję filmową oraz nadał priorytet finansowaniu bibliotek publicznych. Zapewnił opiekę gruntom publicznym, na których później powstały parki stanowe.

### Późniejsze życie
Po zakończeniu kadencji przez kilka lat mieszkał w Portland w stanie Oregon, prowadząc działalność prawniczą. W 1985 powrócił do Nowego Meksyku. W 2010 wydał swoją autobiografię zatytułowaną "Lonesome Dave". W 2011 przeszedł udar. Dwa lata później, wieczorem 4 lipca po obchodach Dnia Niepodległości źle się poczuł, a 5 lipca 2013 o 5:15 w szpitalu w Albuquerque na skutek wywołanych udarem powikłań.  

## Życie prywatne
W 1960 poznał Idę Jo Robson, która pracowała w tej samej kancelarii. Sześć miesięcy później wzięli ślub, którego owocem było pięcioro dzieci: Elena, Veronica, David, Eamon i Patrick. Rozwiedli się w 1985.

## Publikacje
- Lonesome Dave: Wydawnictwo Sunstone Press, 2010, ISBN 978-0-86534-762-5;

## Upamiętnienie
- Publiczna biblioteka w Morze nosi imię Davida Cargo[2].

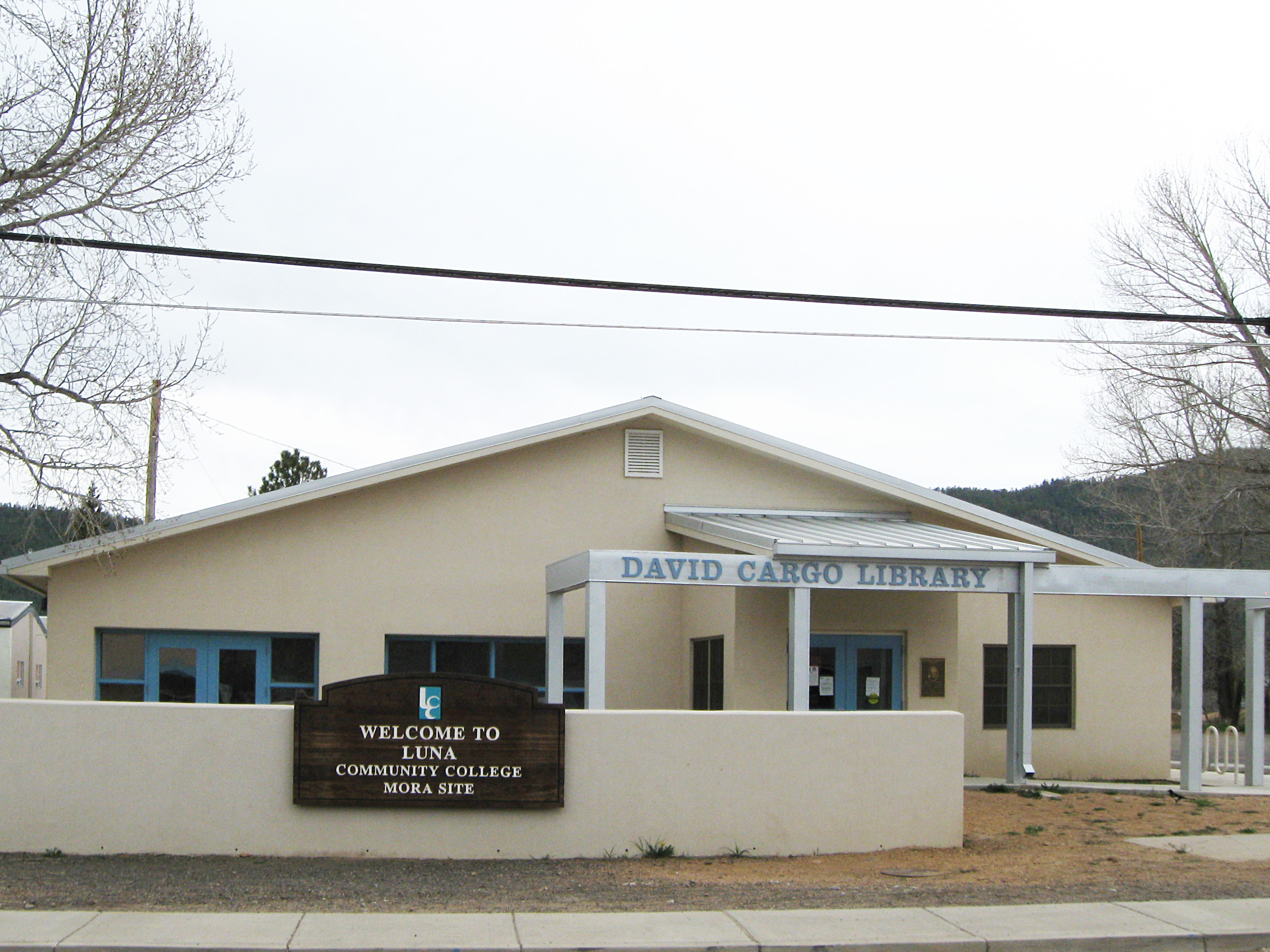
Biblioteka w Morze nazwana imieniem Cargo